# Сэсень
Сэсень (рум. Săseni, Сесены) — село в Каларашском районе Молдавии. Является административным центром коммуны Сэсень, включающей также село Баху.

## География
Село расположено на высоте 79 метров над уровнем моря.

## Население
По данным переписи населения 2004 года, в селе Сэсень проживает 1758 человек (855 мужчин, 903 женщины).
Этнический состав села:
| Национальность | Число жителей | Процентный состав |
| -------------- | ------------- | ----------------- |
| молдаване      | 1656          | 94.2              |
| румыны         | 87            | 4.95              |
| украинцы       | 6             | 0.34              |
| русские        | 4             | 0.23              |
| гагаузы        | 2             | 0.11              |
| болгары        | 1             | 0.06              |
| прочие         | 2             | 0.11              |
| Всего          | 1758          | 100%              |